# Azis Sadikovic

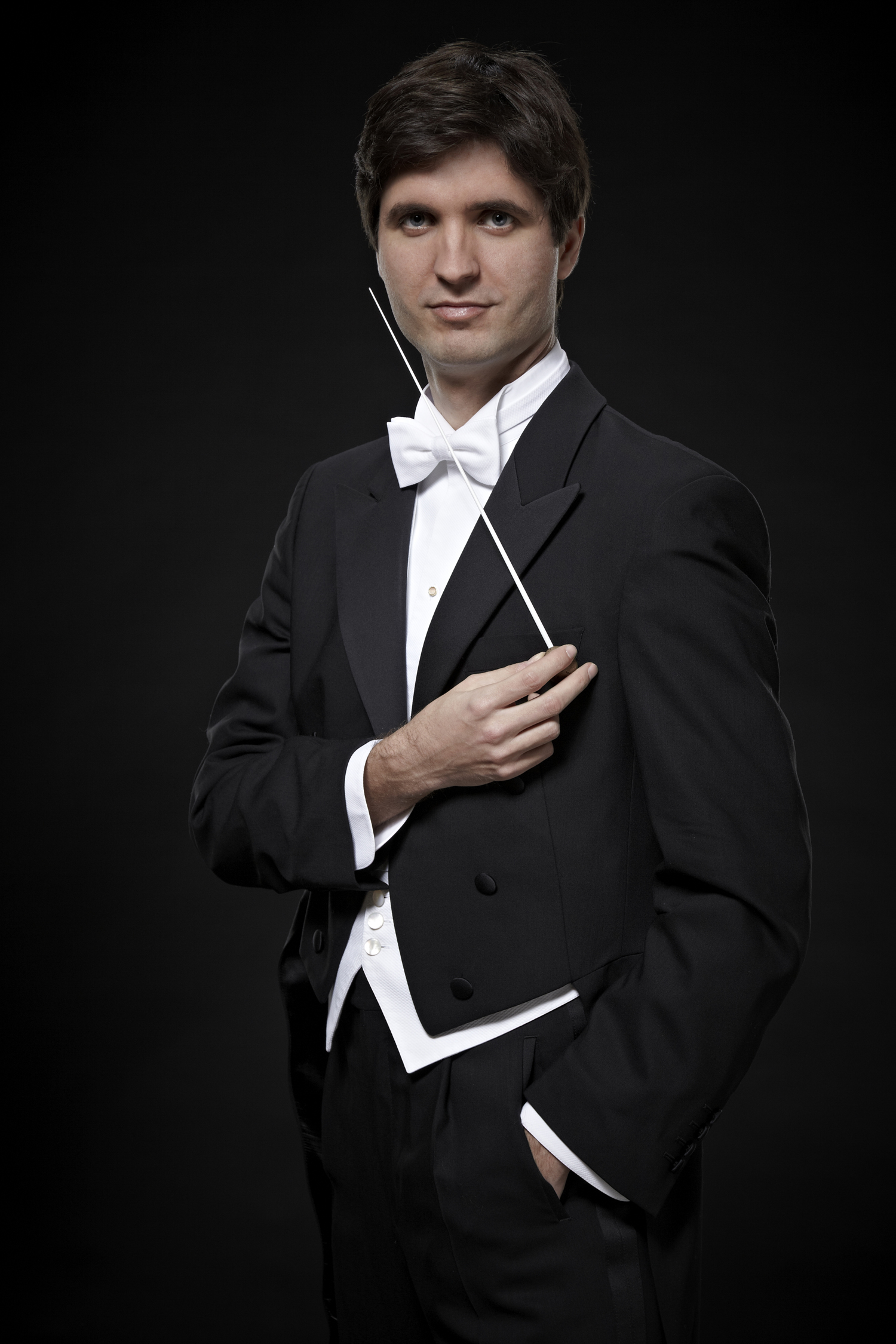
Azis Sadikovic

Azis Sadikovic (* 1983 in Wien) ist ein österreichischer Dirigent.

## Leben
Azis Sadikovic studierte Dirigieren bei Georg Mark und Violine bei Werner Hink (Konzertmeister der Wiener Philharmoniker) am Konservatorium Wien Privatuniversität, wo er 2008 mit Auszeichnung abschloss und mit der Slowakischen Philharmonie debütierte. Von 2007 bis 2012 war er Chefdirigent des Akademischen Symphonie Orchesters Wien inne. Er gründete sein eigenes Orchester, das Ensemble Wien Klang, ist künstlerischer Leiter des Wiener Waldhornvereins und konzertiert regelmäßig in Österreich und anderen europäischen Ländern. 
Er dirigierte außerdem das RTV Slovenia Symphony Orchestra, das Orquestra Metropolitana de Lisboa, das Dänische Radio-Sinfonieorchester, die Jyväskylä Sinfonia Finlandia, das Vaasa City Orchestra, die Filharmonia Slaska, die Jenaer Philharmonie, das Kärntner Symphonieorchester, das Innviertler Symphonie Orchester, das Croatian Chamber Orchestra, die Philharmonie Zielonogórskiej, die Sinfonietta Baden und das Symphonieorchester Niš.
Ein umfangreiches Opernrepertoire, das von Glucks Orfeo ed Euridice über Mozarts Don Giovanni und Beethovens Fidelio bis zu Wagners Tannhäuser reicht, erarbeitete sich Sadikovic unter anderem an der Opéra national du Rhin in Strasbourg, dem Staatstheater Darmstadt und dem Stadttheater Klagenfurt. 2015 assistierte er am Teatro dell’Opera di Roma bei Henzes Oper Die Bassariden. In Wien dirigierte er 2013 im Palais Schönburg die prominent besetzte Neuproduktion von Strauss’ Ariadne auf Naxos und 2011 am Theater am Nestroyhof die Erstaufführung von Tibor Polgárs Das Budapest Verhör.
Sadikovic arbeitete mit zahlreichen Mitgliedern der Wiener Philharmoniker und der Berliner Philharmoniker (z. B. Daniel Ottensamer, Andreas Ottensamer, Róbert Nagy, Daniel Froschauer, Michael Werba) zusammen. Als Solisten konzertierten mit ihm u. a. Julian Rachlin, Natalia Ushakova, Florian Boesch, Mojca Erdmann und Tomasz Konieczny. Eine wichtige Rolle spielt für ihn die Aufführung von zeitgenössischen Werken. So trat Sadikovic beim Festival Voix Nouvelles in Royaumont/Frankreich auf und konzertierte mit dem Ensemble Linea/Straßburg und dem Namascae Lemanic Modern Ensemble/Schweiz.

## Auszeichnungen
- 2012: 3. Preis der 9th Grzegorz Fitelberg International Competition for Conductors in Katowice/Polen[1]

- 2013: 1. Preis des Jovens Maestros 2013 Cuncurso in Lissabon[2]